# Храм Метехи
Храм Метехи (груз. მეტეხის ღვთისმშობლის შობის ტაძარი) — церковь во имя Успения Пресвятой Богородицы в Тбилиси, в подчинении Грузинской православной церкви. Расположена в районе Метехи на скале над рекой Кура. Считается одной из «визитных карточек» Тбилиси.

## История
Предположительно первый храм на этом месте был построен при ведшем большое строительство Вахтанге Горгасали (V век), возможно здесь же находился его дворец. В храме похоронена Святая Шушаник (скончалась ок. 432 года). Её прах перенесли по поручению епископа Кириона из Цуртави в VII в.
Первые упоминания в письменных источниках относятся к XII веку. Территория у храма была укреплена, рядом с храмом находился царский дворец. Имеются сведения, что здесь молилась царица Тамара (1195).
В 1235 году во время нашествия монголов храм был разрушен, но в 1278—1289 годах, при правлении Димитрия Самопожертвователя полностью восстановлен и в таком виде в основном дошёл до нашего времени. Стены храма возведены из тесанных камней-квадров, но позднее (по-видимому, в XVIII веке) внутри почти повсеместно реставрированы кирпичом, внутренняя роспись стен не сохранилась, наружный декор стен представляет орнаментальные мотивы, заключённые в ромбовидное обрамление, над обрамлёнными наличниками окнами высечены покрытые орнаментом высокие кресты.
При Вахтанге V (в 1654 году вынужденном принять ислам) использовался как пороховой склад. Французский путешественник Шарден, посетивший Тбилиси в 1672 году, застал храм заброшенным и сильно повреждённым. В 1748 году царь Ираклий II, отвоевав у турок крепость на скале Метехи, даёт указание восстановить храм, в это время из кирпича возводят новый барабан купола и во многих местах восстанавливают стены храма. К этому же времени относится сохранившаяся надпись на стене апсиды:
Царь Ираклий силой отнял эту крепость у врага неся перед собой, как щит, крест Христов.

Освободив церковь, придворною сделал её. 

Таковы деяния христолюбивого царя. 

Во славу Бога и в помощь царю Ираклию.
Храм сгорел во время персидского погрома города в 1795 году, пропала храмовая икона. Храм восстанавливал царь Георгий XIII.
В 1816—1819 годах по приказу кавказского главнокомандующего А. Ермолова крепостные стены вокруг храма были разрушены, а на освободившейся территории возведены тюремные здания. В этой тюрьме 17 августа 1903 года был убит грузинский революционер Ладо Кецховели. Церковь была отнесена в те годы к комплексу казарм казачьего полка. При Берии чуть не была снесена: за протесты против её сноса художник Дмитрий Шеварднадзе заплатил собственной жизнью. 
В 1958 году остатки тюремного замка были разобраны, в 1966 году проведено благоустройство территории. 
25 апреля 1967 года был открыт памятник Вахтангу Горгасали. В советское время помещение церкви занимали различные организации. В 1974 году все внутренние перегородки были снесены, а здание передали молодёжному экспериментальному театру, устроившему в центре здания под куполом сцену, с кулисами с южной стороны, и зрительский амфитеатр на 100 мест.
В своё время Звиад Гамсахурдия объявил голодовку, требуя возвращения храма Грузинской церкви. Храм был возвращён верующим в 1988 г.